# Papež Marin II.
Marin II. (latinsko Marinus Secundus), imenovan tudi Martin III., italijanski rimskokatoliški kardinal in papež; * 9. stoletje Rim (Papeška država, Frankovsko cesarstvo, † 1. maj 946 Rim (Papeška država, Sveto rimsko cesarstvo, danes: Italija) 

Papež je bil od 30. oktobra 942 do svoje smrti 1. maja 946. 

## Življenjepis
Marin je bil po rodu Rimljan. Papež Štefan VIII. ga je imenoval za kardinala-duhovnika pri S. Ciriaco alle Terme v svojem drugem konzistoriju, ki je potekal ob neznanem času. 

## Papež
Marin je bil izvoljen za papeža 30. oktobra 942, a ustoličen 11. novembra 942, po nekaterih že nekaj dni prej. 
Papež Marin II. je vodil Cerkev v odvisnosti od Alberika II. od 30. oktobra 942 do 1. maja 946. Viri o njegovi dejavnosti so skromni. Ohranjenih je nekaj pisem, ki jih je poslal posameznim škofom in opatom. 
Skozi mnoga stoletja so njegovo ime spremenili v Martin III.. Podobno se je zgodilo tudi Marinu I., ki so ga preimenovali v Martina II. Napačno so namreč mislili, da je Marin različica imena Martin. Ko so 1281 pod pritiskom francoskega kralja kardinali izvolili za papeža Francoza Simona de Briona (1210–1285), si ni nadel imena Martin II., ampak si je – da bi končal zmedo z imeni in jo preskočil – izvolil ime Martin IV. Prav na nasproten način pa je hotel zgodovinsko zmedo z Janezom XXIII. – ki so ga eni imeli za papeža, drugi za protipapeža - popraviti 1958 Giuseppe Roncalli tako, da si je kar sam privzel ime Janez XXIII.. 

O njem poročajo, da je obnovil rimske bazilike, in da je skrbel za reveže. 

### Dela
- »Documenta Catholica Omnia« (v latinščini). Pridobljeno 6. decembra 2011.

1. Podelil je predpravice nedavno osnovanima nunskima samostanoma Sv. Mavricija v Magdebourgu in Schildeschu in jih potrdil z bulo Quotiens illa tribui z dne 4. februarja 943.
2. Dne 27. marca 943 je z bulo Quoniam semper sunt potrdil predpravice samostanu Sv. Bonifacija v Fuldi in ga podredil neposredno Svetemu sedežu.
3. Dne 11. novembra 943 je z bulo Um summae potrdil posesti cerkve v Beneventu.
4. Maja 944 je z bulo Convenit apostolico moderamini podelil cerkev S. Maria in Foronovo in njene privilegije škofiji Sabina.
5. Dne 21. junija 944 je z bulo Convenit apostolico moderamini (II) potrdil posestva in predpravice opatije na Monte Cassinu na zahtevo opata Balduina.
6. Zapovedal je škofu Siccu iz Capue, da mora vrniti cerkev S. Angelo in Formis, ki jo je njegov prednik dal v upravo montekasinskim benediktincem; kljub zapovedovalnemu tonu bule škof ni hotel vrniti cerkve vse do 1072.
7. V buli iz začetka 946 je potrdil naslov apostolskega vikarja in partibus totius Germaniae Galliaeque (po vseh deželah Nemčije in Francije) za Friedricha, mainškega nadškofa; to častno službo je prvi prejel dve stoletji preje apostol Nemčije, sveti Bonifacij.
8. Imenoval je tri kardinale v enem konzistoriju.

## Smrt in spomin
Marin II. je umrl 1. maja 946 v Rimu; po drugih virih nekaj dni pozneje.

Pokopali so ga v pločnik preddverja stare Bazilike sv. Petra v Rimu. (Papeška država, Sveto rimsko cesarstvo; danes: Italija). Njegov grob so žal razdrli pri podiranju stare bazilike in gradnji nove v 16. in 17. stoletju. 

## Ocena
- Benedictus monachus [9] pravi o papežu Marinu II., da je bil prijazen in miroljuben človek, ki je slepo ubogal Alberika:

| latinski izvirnik                                             | angleški prevod                                                | italijanski prevod                                                      | slovenski prevod                                                              |
| ------------------------------------------------------------- | -------------------------------------------------------------- | ----------------------------------------------------------------------- | ----------------------------------------------------------------------------- |
| non audebat adtingere aliquis extro iussio Alberici principi. | durst not put their hands to anything without his permissions. | non osava fare qualcosa al di fuori di un ordine del principe Alberico. | si ni upal napraviti ničesar drugega kot tisto, kar je ukazal vladar Alberik. |

- Za papeže je bilo 10. stoletje temačno in ga po pravici imenujemo Mračno stoletje. Brez cesarske zaščite so bili na milost in nemilost prepuščeni muham rimskega plemstva, ki si je nadzor nad Cerkvijo pridobivalo tako, da je na njene položaje nastavljalo svoje sorodnike ali politične somišljenike, ne glede na to, ali so bili tega vredni; v svojem stremuštvu so nastavljali in odstavljali papeže, večkrat pa jim tudi stregli po življenju. Kronika, ki jo je napisal nemški škof Liutprand,[13] slika posvetnost na papeškem dvoru; vendar je njegova poročila treba brati s pridržkom, saj je bil pisec zelo protirimsko razpoložen - kar tudi sam izrecno poudarja - in je zato dvomno, da je pisal nepristransko. [14] Mračno pa imenujejo to stoletje tudi zato, ker je bilo polno spletk in umorov, ki so dosegali tudi papeški dvor; obenem pa je bilo to tudi obdobje roparskih vpadov divjih poganskih Normanov, Vikingov in Madžarov, ter muslimanskih Saracenov in Turkov.
- Za to obdobje manjkajo neodvisni in nepristranski zgodovinski viri. Večino poročil o škandalih, nasilju in razvratu v Rimu je napisal torej že omenjeni Liutprand. Svojemu delu je dal pomenljiv naslov Maščevanje (Antapodosis). Ta naslov daje slutiti, da je v svojem pripovedovnju brez dvoma pretiraval in da je pač nalašč izbiral samo pohujšljive zgodbe, da bi se na ta način maščeval nekaterim ljudem. Pretresljivo pa je na primer Liutprandovo mnenje, da je bila za Langobarde, Sase in Franke najhujša zmerljivka in žalitev, če si komu rekel, da je Rimljan. V tej besedi je po njegovem mnenju izraženo vse, kar ja na tem svetu slabega, zlobnega in gnilega. Razume se, da je to njegovo mnenje krivično. Kljub Liutprandovim pretiravanjem pa je ostalo v takratni družbi še vedno dovolj slabega, kar je najedalo tudi Cerkev tako od zunaj kot od znotraj. Tako si lahko mislimo, da je kljub pretiravanjem to bil v resnici strašen čas. [15]